# Amphinemura apache
Amphinemura apache är en bäcksländeart som beskrevs av Baumann och Gaufin 1972. Amphinemura apache ingår i släktet Amphinemura och familjen kryssbäcksländor. Inga underarter finns listade i Catalogue of Life.